# 飯

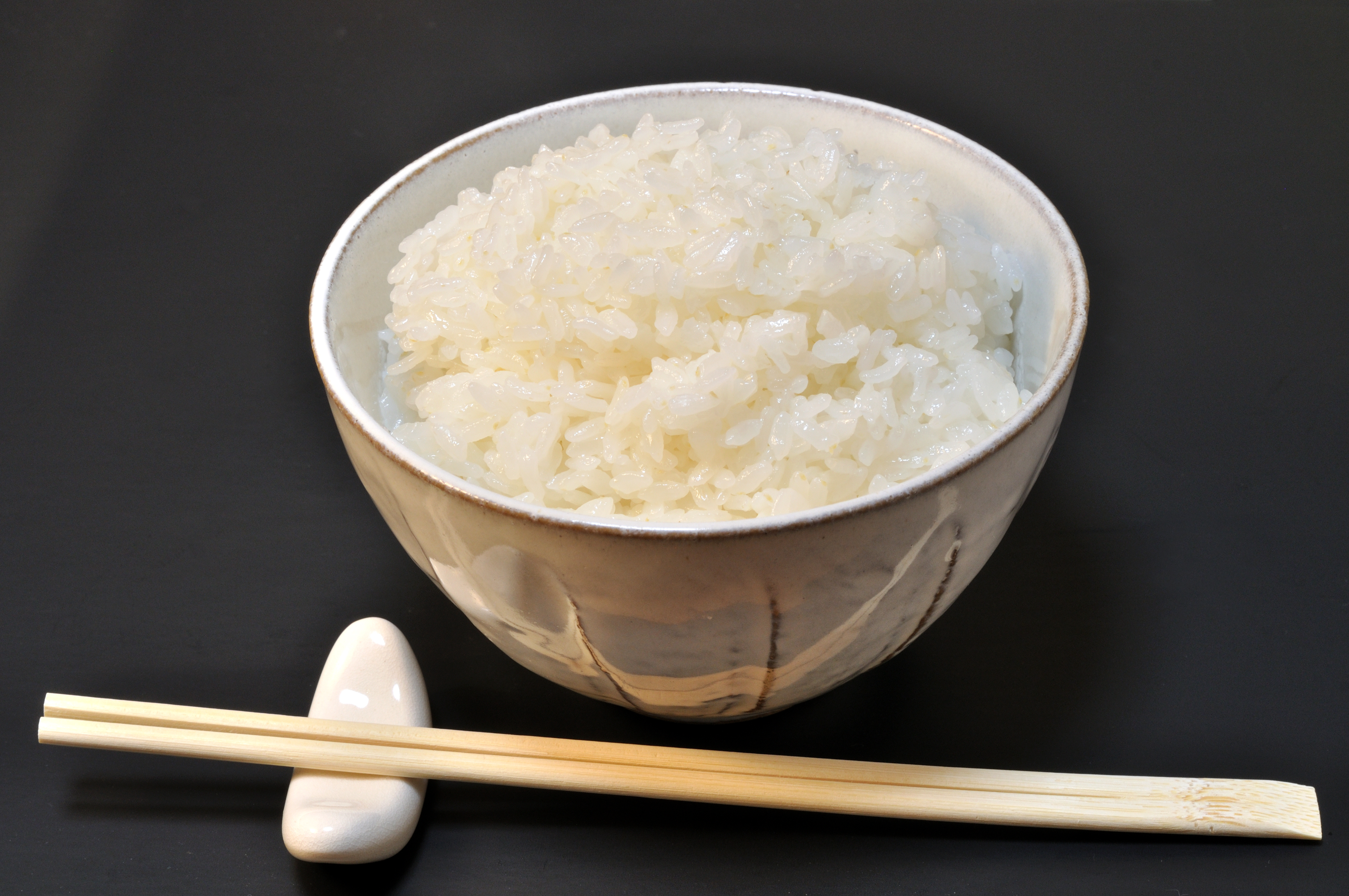
米飯

飯（めし）は、イネ科の穀物全般、とくに米へ水を加えて煮たり蒸したりして炊(焚)いた食品。

## 概要
「めし」は、「食ふ（食う）」の敬語のうち尊敬語である「召す」に由来する。日本語に継続的に生じている「敬語のインフレーション」（初めは尊敬を込めた表現でも、長く使っているとありがたみが薄れて普通またはそれ以下の表現になる）の一例である。
加熱しないままの生米に含まれる結晶デンプンをβデンプンといい、糖が鎖状に繋がる巨大分子である。人は生米をほとんど消化できず、食べてもうまみを感じない。ところが水を加えて加熱することによりβデンプン分子中のいくつかの水素結合が外れて網状になって水分を取り込み粘性を伴って膨張する。これを糊化（こか、またはアルファ化）といい、糊化したデンプンをαデンプンという。炊飯はこの加水と加熱を行う調理法であり、分子が小さくなったαデンプンは消化や吸収が良くなり、単離された糖により飯にはうまみを感じるようになる。この糊化したデンプンを使い、一部には接着剤としての糊（のり）に利用することがある。
室温以下で保存すると、冷めて冷やご飯となるが、時間の経過と共にαデンプンがβデンプンに戻っていき（デンプンの老化）、硬くなり、味も劣化する。温め直せばα化する（焼いて作られた食パンをトーストすることに相当する）。一方、 レジスタントスターチ化(難消化性でんぷん)することで、消化でのエネルギーになりにくい代わりに腸内細菌を活性化させる。
食事を指す場合には、飯を伴わない食事にも用いられる。
なお、αデンプンをすばやく乾燥させることにより飯をβデンプンに戻さずに#保存食とすることが古くから行われていた。現在ではアルファ化米としてインスタント食品にも利用されている。これは凍結乾燥によっても同じ効果があり、冷凍食品として利用される。

## 種類
- 米飯

米、麦、キビ亜科穀物全般を炊いたものを飯と呼ぶが、特に米であることを明確にする場合は、「米飯」（べいはん）、「飯米」（はんまい）や「米の飯」と言う。
玄米、白米とも用いられる。白米の飯は白く、銀しゃりとも呼ばれる。白米の飯は、デンプンの割合が多いほど粘りがある。玄米はデンプン以外の栄養成分を多く含む。通常はうるち米を用いる。もち米を用いることもあるが、これは「おこわ」という。
- かて飯

米にほかの食品を混ぜて炊いた飯。
- 麦飯

麦だけ、または、麦と米を混ぜて炊いた飯。普通は大麦を混ぜる。
- 雑穀飯

米以外の穀物（麦を含める場合と含めない場合とがある）を雑穀とし、これらを炊いた飯、あるいは、米と混ぜて炊いた飯を雑穀飯と呼ぶ。粟や稗などが利用される。米と麦に対して食物アレルギーのため、雑穀飯を食べることもある。米と混ぜ、あるいは単独で飯として炊いて食される雑穀は、主にキビ亜科である。またソバ、ハトムギ、キヌア、アマランサスも米と混ぜて飯として食される場合があるが、単独で飯として炊かれない。トウモロコシも飯として炊かれることもある。
- 炊き込みご飯

魚介類や食肉、野菜などを加え、調味し炊いた飯を、「炊き込みご飯」「加薬飯（加薬ご飯）」「五目飯（五目御飯）」などと言う。豆は広義の穀物とされ、「豆ご飯」として、炊き込みご飯の1つとされる。
- 混ぜご飯

炊いた飯に、調味した食肉や野菜などを混ぜたもの。
- おこわ

もち米を、主に蒸して炊いた飯を「おこわ」、「強飯（こわめし）」、「蒸飯（むしめし）」などとよぶ。もち米以外の食品を加えることもある。アズキまたはササゲを加えた場合は「赤飯」、「赤の飯（あかのまんま）」などとよび、祝賀に用いる。法要などにはアズキ等を加えず白いまま、あるいは黒豆を加えたおこわを用いる。また、特に加えた食品の名を頭につけて、山菜おこわ、栗おこわ、等と呼ぶ。

### 穀物の代用品による「飯」
カロリーや糖質の摂取量を抑えることなどを目的として、上記のような穀物を減らすか、まったく使わずに飯に近い食感や食べ応えを味わえるようにした市販食品や家庭料理も存在する。
代用品となるのはおから、しらたき、鶏肉の挽肉、カリフラワー、ブロッコリー、キャベツの芯などである。

## 炊飯法
炊飯法には炊き干し法、湯取り法、湯立て法、炒め煮、蒸しの5種類がある。
炊き干し法
米の量に対する水の量の比が一定で、水が多い段階では米を煮る状態、水の少なくなった段階では米を蒸す状態とし、水分は蒸発分以外すべて米に吸収させる方法。現代の日本で行われている一般的な炊飯である。中国江蘇省以北や朝鮮半島などでも用いられる方法。
湯取り法
水によく浸した米を、多量の水で煮て、沸騰後にザルに上げるなどして重湯を取り、それを蒸籠などに移して蒸らす方法である。重湯は捨てられることはなく、蕎麦湯のように食後の飲料に用いられたり、他の料理に活用された。また、江戸時代以前にはこの方法で炊いた米を干して携帯食の干し飯（ほしいい）とした。日本の場合、江戸時代までは炊き干しと湯取りの二つの方法が併存していたが、次第に炊き干し法が優勢となり、湯取り法は廃れてしまった。湯取り法は東南アジアなどで用いられてきた方法である。飯の粘り気を嫌う国々では、湯取り法が好まれる傾向が強い。またインディカ米は炊き干しでは臭いが残るので、湯取りにしたほうが美味しく炊ける。ただし現代の炊飯器では炊き干し法にならざるを得ないため、インディカ米が食べられる国でも炊飯器の普及とともに炊き干しが一般的になりつつある。
湯立て法
沸騰させたお湯に研いだ米を入れて炊き上げるもの。なお、江戸時代の炊き干し法は沸かした湯に研いだ米を入れて炊いたのちに蒸らしを行う湯炊きという方法が一般的であり、この湯炊きは現在でも寿司飯を炊く際などに用いられることがある。
炒め煮
研いだ米を一度油で炒めた上で水あるいはスープストックを用いて煮る方法。西洋や西アジアの米料理で一般的な方法。ピラフ、パエリアなどは炒めた後に炊き干しにして米の外に水分を残さないが、リゾットのように水分が外に残るように調理する場合もある。
蒸す
現代日本では、主にもち米からおこわ・強米を炊いたり、神事など儀礼用の米飯を炊く際などに用いられる方法で日常食の炊飯法ではないとされる。また、飯として食する目的ではなく、日本酒の醸造に必要な蒸米を作ったり、餅をつく際の前段階として、米を蒸す場合が多い。平安時代以前には、うるち米を炊く場合においても、蒸す方法が一般的であった。大量の米飯を連続して炊飯する業務用の炊飯器には高温の蒸気で蒸す方式のものがある。

## 調理法
炊き干し法での調理例。

### 計量
4人分として米3合が目安とされるが、状況により様々である。

### 洗米
ボウル等に米を入れ水で洗う。最初の洗米では米の吸水量が多いため、糠の風味を吸収させないよう、5秒を目安にざっと混ぜてすぐに水を捨てる。
手で上から押すようこすり合わせて米を研ぎ、たっぷりの水を注ぎすぐ水を捨てる。研いで水を注ぎ捨てることを3回、古米なら4〜5回程繰り返す。ただし、洗米の際に米粒が割れてしまうと炊飯後の食感が変化するため、軽く混ぜて泳がせると割れにくくなる。

### 吸水
米にたっぷりの水を注ぎ30分から2時間ほどおいて吸水させる。ざるに米を上げ水気を切る。なお、水温が高いほど時間当たりの吸水率が低下するとの報告がある。

### 炊飯
鍋や釜に米を入れ、体積比で20%増量した水を加えて蓋をする。100℃・20分の加熱が必要なため強火にかけ沸騰させ、ふきこぼれる寸前の火加減に弱め5分炊き、弱火にして7分炊く。これで水分が無くなっているが、量や器具、室温等で異なる場合がある。火を止めて蓋をしたまま10分蒸らす。
炊飯時の水に 1.7% 程度のみりんを添加すると、米ぬか臭さが低減し中心部が柔らかくふっくらし粘りのある炊きあがりになるとされている。
また、常温水ではなく氷を加えた冷水で炊くことで、水の温度変化を緩やかにさせデンプンの糖化を促進させることができる。
古米を炊飯する場合は乾燥対策に、米油やマヨネーズを加えて炊く。

### 撹拌
蒸らした飯を水で湿らせた盤台に移し、しゃもじで切るようにして広げ、余分な蒸気をとばす。保存する場合は飯櫃に移す。

### 配膳
茶碗に3回くらいに分けて盛り付ける。

## 保存食
乾燥させた飯や凍結した飯は保存性が高く、日本では古来から糒（乾飯、かれいい）、餉（かれい）などと呼んで保存食や、旅行や戦場での武士や兵士の携帯食、非常食として利用していた。

## 飯の料理の例
- 炊き込み
- 味付け：味付けして調理した具を炊き上げた後で混ぜたもの。
- おにぎり（おむすび）
- 寿司
- 丼：鰻丼、天丼、親子丼、カツ丼、牛丼等。
- 茶漬け
- 雑炊
- 卵かけ
- 炒飯
- おはぎ（ぼたもち）